# Parydra raffonei
Parydra raffonei är en tvåvingeart som beskrevs av Canzoneri 1986. Parydra raffonei ingår i släktet Parydra och familjen vattenflugor.
Artens utbredningsområde är Italien. Inga underarter finns listade i Catalogue of Life.